# Friedrich Lips
Friedrich Robertowitsch Lips (russisch Фридрих Робертович Липс; * 18. November 1948 in Jemanschelinsk) ist ein russischer Bajanist/Akkordeonist deutscher Herkunft. Seit 2004 leitet er als Professor die Abteilung für Bajan-Akkordeon an der russischen Gnessin-Akademie, einer von zwei Musikhochschulen in Moskau. Er wirkte als Konzertvirtuose, Kammermusiker, Arrangeur, Buchautor und Pädagoge. 1994 wurde er als Volkskünstler der Russischen Föderation ausgezeichnet.

## Biografie
Friedrich Lips wurde 1948 als Sohn deutschstämmiger Eltern in der Stadt Jemanschelinsk (Bezirk Tscheljabinsk) geboren. 1967 beendete er die Ausbildung an der Musikmittelschule „Michail Glinka“ von Magnitogorsk in der Klasse von E. Kudinow (Bajan, Dirigieren). Anschließend ging er nach Moskau an das Staatliche Gnessin-Institut für Musikpädagogik, wo er Meisterschüler von Sergei Kolobkow war und in seiner Klasse im Jahre 1972 (Bajan, Dirigieren) examinierte sowie ferner 1974 die Aspirantur abschloss.
Von 1971 an war er selbst als Lehrer am Gnessin-Institut tätig. 1980 wurde er zum Dozenten ernannt, 1989 zum Professor. Seit 1996 ist er Leiter des Fachbereichs Volksinstrumente – dem das Bajan-Akkordeon zugeordnet ist – an dem inzwischen zur Russischen Musikakademie umbenannten Institut. Als Gastprofessor lehrte er an Institutionen und Akademien in Irun, Spanien; Groningen, Niederlande; Royal Academy, London; Tianjin, Shanghai, China. Als Gastdozent ist er international bei Seminaren, Meisterklassen und pädagogischen Kursen tätig und wirkte ferner als Juror bei Musikwettbewerben. 1989 hat er das internationale Musikfestival Bajan und Bajanisten in Moskau ins Leben gerufen, dem er als Künstlerischer Leiter vorsteht, sowie den Moskauer Musikpreis Silver disc für Bajan-Akkordeonsolisten initiiert.
Während seiner Tätigkeit als Pädagoge sind aus seinen Klassen Musiker hervorgegangen, die inzwischen selbst zu Preisträgern nationaler und internationaler Wettbewerbe, Konzertmusikern und Pädagogen geworden sind.
Als konzertierender Künstler wurde Friedrich Lips im Jahre 1969 1. Preisträger bei den Internationalen Musikwettbewerben in Klingenthal (DDR). 1970 nahm ihn daraufhin die staatliche sowjetische Konzertagentur Goskonzert unter Vertrag. Damit begann seine Laufbahn als Konzertvirtuose und Kammermusiker. In den folgenden 30 Jahren ununterbrochener Konzerttätigkeit führten ihn Konzerte in die USA, Kanada, China, Frankreich, Spanien, Italien, Schweiz, Österreich, Deutschland, Niederlande, Japan, Norwegen, Dänemark, zu den Konzerthäusern (u. a. Großer Saal des Tschaikowskij-Konservatoriums Moskau, Concertgebouw Amsterdam, Suntory Hall Tokyo, Lincoln Center New York, J. F. Kennedy Center Washington), zu den Musikern Gidon Kremer, Wladimir Igolinski, Yo-Yo Ma, Vladimir Toncha, Mark Pekarski und zu den Komponisten Sergei Berinski, Michail Bronner, Alexander Cholminow, Jewgeni Derbenko, Edison Denissow, Sofia Gubaidulina, Efrem Podgaiz, Alfred Schnittke, Wladislaw Solotarjow, Kirill Wolkow, Roman Ledenjow, Tatjana Sergejewa, Wladimir Rjabow.

## Bedeutung
Seine Bekanntheit ist über die Grenzen der einschlägigen Bajan-Akkordeon-Musikszene hinaus gewachsen. In zunehmendem Maße widmet er sich der Verbindung zu anderen Instrumenten, in kammermusikalischen und sinfonischen Besetzungen. Er wirkte in Kammermusik-Ensembles und konzertierte mit Orchestern, unter Leitung von Gennadi Roschdestwenski, Wladimir Spiwakow, Juri Baschmet, Oleg Agarkow, Timur Mynbajew, Juri Nikolajewski, Yūji Takahashi, Luka Pfaff, Lew Markis, Dmitri Liss, Walery Gergiew. Der Einfluss von Friedrich Lips auf die musikalische Entwicklung der Musik und Kultur für Bajan-Akkordeon ist außerordentlich und schon mit dem Attribut „von historischer Bedeutung“ zu beschreiben. Mit ungebrochenem Engagement bemüht er sich darum, das Instrument Bajan-Akkordeon möglichst breiten Kreisen internationaler Komponisten und Musiker vorzustellen. So ist eine Vielzahl von neuen Werken für das Bajan-Akkordeon in verschiedenen Besetzungen seinem Bemühen, seinem beständigen Wirken zuzuschreiben. Viele Werke wurden ihm persönlich gewidmet, mehr als 50 Werke wurden von ihm selbst uraufgeführt und 100 Kompositionen – allein auf über zwei Dutzend CDs – in verschiedenen Ländern Amerikas, Europas und Asiens eingespielt und veröffentlicht. Die in Moskau erschienene CD Sieben Worte wurde 1991 als CD des Jahres in Paris mit dem Diapason d’or ausgezeichnet. Die CD Russisch und Trepak wurde in den USA im Rahmen eines von Just Plain Folks Music Awards 2006 organisierten Wettbewerbs in der Kategorie Klassik unter den Soloalben mit 25.500 nominierten CDs mit dem 3. Preis ausgezeichnet.
Das kreative Schaffen als Autor überlässt Friedrich Lips nicht nur den anderen, sondern hat als Bearbeiter selbst Werke der Musikkunst aus der Klassik und der Neuzeit für das Bajan-Akkordeon in eine Werkform gebracht, die die Möglichkeiten des Instruments zum Ausdruck kommen lassen. Ferner ist er Verfasser musiktheoretischer Schriften, Artikel und Fachbücher von Bedeutung, so z. B. die Titel Iskustvo igry na bajane (Moskau, 1985), Die Kunst des Bajanspiels (Kamen, 1991), Ob iskustve bajannoi transkripzii (Moskau, 1999), The Art of Bayan Playing (Kamen, 2000), Die Kunst der Bearbeitung klassischer Musik für Akkordeon (Kamen, 2017), The Art of Arranging Classical music for Accordion (Kamen, 2018), Es scheint, als wäre es gestern gewesen… (Moskau, 2018).

## Auszeichnungen
- 1982 wurde ihm für seine außerordentlichen Leistungen die staatliche Auszeichnung „Verdienter Künstler“ zuerkannt.
- 1993 Silver disc des Festivals „Bajan and Bajanisten“
- 1994 staatliche Auszeichnung „Volkskünstler Russlands“
- 2001 Musical Review: „Person of the Year“
- 2001  Order of Friendship
- 2005 wurde die Kinderkunstschule Nr. 1 in Jemanschelinsk nach ihm, ihrem ersten Absolventen, benannt.
- 2006 Ehrenbürger des Stadtbezirks Jemanschelinsk des Gebiets Tscheljabinsk
- 2008 „Bright Past“-Preis der O. Mityaev Foundation und der Regierung der Region Tscheljabinsk
- 2008 Goldmedaille des Moskauer Sicherheitskomitees zum zwanzigsten Jahrestag des Moskauer Herbstfestivals
- 2008 „Merit Award“ der Confédération Internationale des Accordéonistes[11]
- 2009 Russian Performing Arts Foundation: Golden Talent of Russia-Diplom.
- 2010 Honorarprofessor an der Londoner Musikakademie (Großbritannien)
- 2011 Moskauer Stadtpreis.
- 2015 Preisträger des nach ihm benannten Internationalen Preises für Musikpädagogik Ippolitova-Ivanova.
- Im Rahmen der „2019 World Music Awards“ wurde Friedrich Lips vom Accordion Stars Illustrated Magazine in New York zum „Musician of the Year“ gewählt, er erhielt einen „Lifetime Achievement Award“ und wurde in die „Accordion World Hall of Fame“ aufgenommen.

## Uraufführungen
| Jahr | Ort                                 | Künstler(in)                         | Stück |
| ---- | ----------------------------------- | ------------------------------------ | --- |
| 1971 | Moskau (Sowjetunion)                | Wladislaw Solotarjow                 | Sonate Nr 2 (gewidmet Friedrich Lips)                                                                                     |
| 1972 | Moskau (Sowjetunion)                | Wladislaw Solotarjow                 | Sonate Nr 3 (gewidmet Friedrich Lips)                                                                                     |
| 1975 | Moskau (Sowjetunion)                | Alexander Schurbin                   | Fantasie und Fuge (gewidmet Friedrich Lips)                                                                               |
| 1975 | Moskau (Sowjetunion)                | Alexander Schurbin                   | Toccata (neue Bearbeitung)                                                                                                |
| 1975 | Moskau (Sowjetunion)                | Wladislaw Solotarjow                 | Fünf Kompositionen |
| 1975 | Moskau (Sowjetunion)                | Wladislaw Solotarjow                 | Kindersuite Nr 4 |
| 1975 | Moskau (Sowjetunion)                | Wladislaw Solotarjow                 | Kindersuite Nr 6 |
| 1976 | Moskau (Sowjetunion)                | Wladislaw Solotarjow                 | Spanische Rhapsodie “Ispaniada” (gewidmet Friedrich Lips)                                                                 |
| 1976 | Moskau (Sowjetunion)                | Wladislaw Solotarjow                 | Kloster von Ferapont |
| 1976 | Moskau (Sowjetunion)                | Wladislaw Solotarjow                 | Kindersuite Nr 5 |
| 1977 | Moskau (Sowjetunion)                | Kirill Wolkow                        | Sonate Nr 1 (gewidmet Friedrich Lips)                                                                                     |
| 1977 | Moskau (Sowjetunion)                | Wladislaw Solotarjow                 | “Concert Symphonie Nr 1” für Bajan und Symphonieorchester                                                                 |
| 1978 | Moskau (Sowjetunion)                | Alexander Schurbin                   | Concert-Diptych (neue Bearbeitung)                                                                                        |
| 1978 | Moskau (Sowjetunion)                | Wladimir Podgornij                   | Prelude in memoriam Vl. Solotarjow                                                                                        |
| 1979 | Moskau (Sowjetunion)                | Nikita Bogoslowskij                  | Drei russische Stücke: Märchen, Rundtanz, Tanz                                                                            |
| 1980 | Moskau (Sowjetunion)                | Kirill Wolkow                        | Sonate Nr 2 |
| 1980 | Moskau (Sowjetunion)                | Sofia Gubaidulina                    | De profundis (gewidmet Friedrich Lips)                                                                                    |
| 1982 | Moskau (Sowjetunion)                | Alexander Schurbin                   | Sonate Nr 2 “Nostalgia” (gewidmet Friedrich Lips)                                                                         |
| 1982 | Moskau (Sowjetunion)                | Pjotr Londonow                       | Scherzo-Toccata |
| 1982 | Moskau (Sowjetunion)                | Sofia Gubaidulina                    | Partita “Sieben Worte” für Bajan, Violoncello und Kammerorchester (gewidmet Friedrich Lips und Vladimir Toncha)           |
| 1984 | Moskau (Sowjetunion)                | Alexander Schurbin                   | Sonate Nr 3 “Spaziergang durch den Neskutschni sad” (gewidmet Friedrich Lips)                                             |
| 1984 | Moskau (Sowjetunion)                | Wladimir Podgornij                   | Fantasie über das ukrainische Volkslied “Hey Du Wind, fege durch Dein Land”, zweite Bearbeitung (gewidmet Friedrich Lips) |
| 1986 | Oslo (Norway)                       | Trygve Madsen                        | Partita in 4 Sätzen für 2 Bajans                                                                                          |
| 1987 | Moskau (Sowjetunion)                | Sofia Gubaidulina                    | Sonate “Et exspecto” in 5 Sätzen (gewidmet Friedrich Lips)                                                                |
| 1987 | Moskau (Sowjetunion)                | Jewgenij Derbenko                    | Toccata (gewidmet Friedrich Lips)                                                                                         |
| 1987 | Moskau (Sowjetunion)                | Edison Denisow                       | Fantasie über sowjetische Lieder der 1930er Jahre “Der Dampfer fährt am Hafen vorbei” für Bajan, Klavier und Percussion   |
| 1989 | Karstula (Finnland)                 | Jewgenij Derbenko                    | Prelude und Toccata |
| 1990 | Sotschi (Soviet Union)              | Wladimir Beljajew                    | Sonate Nr 1 (gewidmet Friedrich Lips)                                                                                     |
| 1991 | Moskau (Sowjetunion)                | Sergej Berinskij                     | “Il dolce dolore” für Bajan und Violoncello                                                                               |
| 1991 | Moskau (Sowjetunion)                | Alexander Rosenblat                  | “Walzer und Blues für Zwei” für Bajan und Violoncello                                                                     |
| 1991 | Moskau (Sowjetunion)                | Wladislaw Solotarjow                 | “Concert Symphonie Nr 2” für Bajan und Symphonieorchester                                                                 |
| 1991 | Moskau (Sowjetunion)                | Kirill Wolkow                        | “Stichera” für Bajan und Violoncello (gewidmet Friedrich Lips und Vladimir Toncha)                                        |
| 1991 | Brüssel (Belgium)                   | Sergej Berinskij                     | Partita “Also sprach Zarathustra” (gewidmet Friedrich Lips)                                                               |
| 1992 | Amsterdam (Niederlande)             | Bogdan Precz                         | Praeambulum und Toccata (gewidmet Friedrich Lips)                                                                         |
| 1992 | Moskau (Sowjetunion) – Russische UA | Sofia Gubaidulina                    | “Silenzio”, Fünf Stücke für Bajan, Violine und Violoncello                                                                |
| 1993 | Moskau (Russland)                   | Sergej Berinskij                     | Drei Stücke in “mauvais” Stil                                                                                             |
| 1994 | Moskau (Russland)                   | Gioacchino Rossini/Jewgenij Derbenko | Tarantella |
| 1994 | Moskau (Russland)                   | Sergej Berinskij                     | “Miserere” für Sopran, Bajan und Klavier (gewidmet Friedrich und Swjatoslaw Lips)                                         |
| 1995 | Klingenthal (Deutschland)           | Wladimir Kobekin                     | “Ferien für zwei” für Bajan und Percussion                                                                                |
| 1995 | Amsterdam (Niederlande)             | Boudewijn Tarenskeen                 | “Requiem” für Bajan und Violoncello                                                                                       |
| 1995 | Amsterdam (Niederlande)             | Alexander Larin                      | Drei Stücke für Bajan |
| 1996 | Moskau (Russland)                   | Sergej Berinskij                     | Symphonie Nr 3 “… und der Himmel verfinsterte sich” (Apocalypse, Kapitel 6) für Bajan und Symphonieorchestra              |
| 1996 | Moskau (Russland)                   | Alexander Wustin                     | “Das Verschwinden” für Bajan, Violoncello und Kammerorchester (gewidmet Friedrich Lips und Vladimir Toncha)               |
| 1996 | Moskau (Russland)                   | Edison Denisow                       | “Von der Dämmerung zum Licht” für Bajan                                                                                   |
| 1997 | Amsterdam (Niederlande)             | Alfred Schnittke                     | “Zwei kleine Stücke für Orgel” (Version für Bajan)                                                                        |
| 1997 | Amsterdam (Niederlande)             | Wladimir Rjabow                      | “The River of Love”, Capriccio für Bajan (gewidmet Friedrich Lips)                                                        |
| 1997 | Groningen (Niederlande)             | Sergej Berinskij                     | “Lichtwellen” (gewidmet Friedrich Lips und Miny Dekkers)                                                                  |
| 1997 | Portogruaro (Italien)               | Sergej Berinskij                     | “Meereswelt”, Gedicht für Violine und Bajan                                                                               |
| 1997 | Moskau (Russland)                   | Sergej Berinskij                     | “Cinema” |
| 1997 | Moskau (Russland)                   | Michail Bronner                      | “Traumgarten” für Bajan und Violoncello (gewidmet Friedrich Lips und Vladimir Toncha)                                     |
| 1998 | Moskau (Russland)                   | Roman Ledenjow                       | „… Hinter russischer Landschaft“ (gewidmet Friedrich Lips)                                                                |
| 1998 | Moskau (Russland)                   | Tatjana Sergejewa                    | “Yasmine”, Tango für Bajan und Klavier (gewidmet Friedrich und Swjatoslaw Lips)                                           |
| 1998 | Portogruaro (Italien)               | Michail Bronner                      | „Abende nahe Moskau“ für Bajan, Klarinette, Violine, Violoncello und Kontrabass                                           |
| 1999 | Moskau (Russland)                   | Michail Bronner                      | “Judas-Passion” für Bajan und Kammerorchester (gewidmet Friedrich Lips)                                                   |
| 1999 | Moskau (Russland)                   | Alexander Cholminow                  | “Symphonie” für Bajan solo (gewidmet Friedrich Lips)                                                                      |
| 1999 | Moskau (Russland)                   | Efrem Podgaits                       | “Fantasie in memory Alfred Schnittke” (gewidmet Friedrich Lips)                                                           |
| 2000 | Kuhmo (Finnland)                    | Merab Gagnidze                       | „No comment“ für Bajan |
| 2001 | Moskau (Russland)                   | Tatjana Sergejewa                    | “Dunkelrote Rose” Tango for Quintett “Piazzolla-Studio”                                                                   |
| 2002 | Klingenthal (Deutschland)           | Efrem Podgaits                       | “Lips Konzert” für Bajan und Symphonieorchester                                                                           |
| 2003 | Stockholm (Schweden)                | Sofia Gubaidulina                    | “Unter dem Zeichen des Skorpions” (Variationen über sechs Hexachorde) für Bajan und Symphonieorchester                    |
| 2003 | Milwaukee (USA)                     | Efrem Podgaits                       | “Ex Animo” für Bajan und Streichquartett (gewidmet Friedrich Lips und dem Fine Arts Quartet)                              |
| 2004 | Moskau (Russland)                   | Michail Bronner                      | “Katuv” für Bajan, Klavier und Symphonieorchester (gewidmet Friedrich und Swjatoslaw Lips)                                |
| 2006 | Moskau (Russland)                   | Roman Ledenjow                       | “Abend-Liebeslieder” für Bajan (gewidmet Friedrich Lips)                                                                  |
| 2006 | Moskau (Russland)                   | Alexander Cholminow                  | “Herbstmelodie” für Bajan (gewidmet Friedrich Lips)                                                                       |
| 2006 | Moskau (Russland)                   | Efrem Podgaits                       | Sonate in 3 Sätzen (gewidmet Friedrich Lips)                                                                              |
| 2006 | Milwaukee (USA)                     | Yehuda Yannay                        | “Bayannayab” für 2 Bajans                                                                                                 |
| 2008 | Moskau (Russland)                   | Gija Kancheli                        | “KAPOTE” für Bajan und Kammerorchester (Russische Premiere)                                                               |
| 2008 | Moskau (Russland)                   | Efrem Podgaits                       | “Viva voce” – Konzert Nr 2 für Kammerorchester (gewidmet Friedrich Lips)                                                  |
| 2008 | Moskau (Russland)                   | Efrem Podgaits                       | “Ave Maria” für Violoncello und Bajan (gewidmet Vladimir Toncha und Friedrich Lips)                                       |
| 2008 | Moskau (Russland)                   | Efrem Podgaits                       | “Cocktail Rio Rita ” für Bajan, Violine, Violoncello, Klavier und Percussion (gewidmet Friedrich Lips)                    |
| 2008 | Moskau (Russland)                   | Michael Bronner                      | “Eclipse” (gewidmet Friedrich Lips)                                                                                       |
| 2008 | Moskau (Russland)                   | Roman Ledenjow                       | “Ave Maria” für Violoncello und Bajan                                                                                     |
| 2009 | Moskau (Russland)                   | Tatyana Sergejewa                    | „Amaryllis“ für Bajan und Klavier (gewidmet Friedrich und Swjatoslaw Lips)                                                |
| 2010 | Moskau (Russland)                   | Alexander Cholminov                  | Konzert für Bajan und Großes Symphonieorchester (gewidmet Friedrich Lips)                                                 |
| 2011 | Moskau (Russland)                   | Tatyana Sergejewa                    | “Nachtblumen” für Bajan und Klavier (gewidmet Friedrich und Swjatoslaw Lips)                                              |
| 2011 | Moskau (Russland)                   | Sofia Gubaidulina                    | “Tatarischer Tanz” für Bajan und zwei Kontrabässe (Russische Premiere)                                                    |
| 2011 | Moskau (Russland)                   | Sofia Gubaidulina                    | “Fachwerk” für Bajan und Streicher (Russische Premiere)                                                                   |
| 2012 | Moskau (Russland)                   | Michael Bronner                      | “Sieben jüdische Lieder” für Bajan und Kammerorchester                                                                    |
| 2013 | Minsk (Weißrussland)                | Konstantin Jaskow                    | “Hymne an Aphrodite” für Bajan und Kammerorchester                                                                        |
| 2013 | Evora (Portugal)                    | Alexander Cholminov                  | „Moment“ für Bajan (gewidmet Friedrich Lips)                                                                              |
| 2017 | Moskau (Russland)                   | Michael Bronner                      | “Ich schwebe auf Wellen der Liebe”, Acht Sonette für Bajan und Kammerorchester                                            |
| 2018 | Moskau (Russland)                   | Efrem Podgaits                       | “Doppelter Spiegel” für Violoncello, Bayan und Symphonieorchester                                                         |
| 2018 | Moskau (Russland)                   | Efrem Podgaits                       | “Odessa-Quodlibet” für Violine, Bajan, Violoncello und Klavier                                                            |
| 2020 | Moskau (Russland)                   | Alexander Tschaikowski               | Sonate in zwei Sätzen |
| 2021 | Moskau (Russland)                   | Michael Bronner                      | “Jüdische Feiertage” |
| 2021 | Moskau (Russland)                   | Michael Bronner                      | Dolce appassionato |